# 巴魯鄉 (胡內多阿拉縣)
45°28′N 23°10′E / 45.467°N 23.167°E
巴魯鄉（羅馬尼亞語：Comuna Baru, Hunedoara），是羅馬尼亞的鄉份，位於該國西部，由胡內多阿拉縣負責管轄，面積146平方公里，海拔高度460米，2007年人口2,926，人口密度每平方公里20人。